# Paul Lekakis
Paul Lekakis (* Oktober 1966 in New York) ist ein griechisch-US-amerikanischer Sänger, Musiker, Model und Schauspieler.

## Leben
Lekakis ist als Musiker, Model und Sänger in den Vereinigten Staaten tätig. Er wohnt in Los Angeles. Als Schauspieler war er in verschiedenen Filmen vertreten und spielte unter anderem im Film Hellbent, im 2001 erschienenen Film Circuit und in Fernsehrollen in Fernsehserien wie Out of Practice und Passions.

## Diskografie

### Alben
- 1990: Tattoo It

### Singles
- 1987: "Boom Boom (Let’s Go Back to My Room)"
- 1989: "You Blow Me Away"
- 1990: "My House"
- 1990: "Tattoo It On Me"
- 1991: "Let It Out"
- 1996: "See Me, Feel Me"
- 1992: "Boom Boom (Let’s Go Back to My Room)" ('92 Remix)
- 1997: "Boom Boom (Let’s Go Back to My Room)" ('97 Skitz Remix)
- 2001: "Assume the Position" – from the Circuit, Filmmusik
- 2004: "I Think I Love You" – from the Hellbent, Filmmusik
- 2004: "Paul Lekakis Mega Mix 2004"
- 2006: "(I Need A) Vacation"
- 2007: "Boom Boom (Let’s Go Back to My Room)"
- 2012: "I Need A Hit"
- 2012: "Meet Me On The Dancefloor"
- 2016: "All Around the World"